# Dactylocythere phoxa
Dactylocythere phoxa är en kräftdjursart som beskrevs av Hobbs 1967. Dactylocythere phoxa ingår i släktet Dactylocythere och familjen Entocytheridae. Inga underarter finns listade i Catalogue of Life.